# Mistrzostwa Ameryki Północnej, Środkowej i Karaibów w Piłce Siatkowej Kobiet 2021
Mistrzostwa Ameryki Północnej, Środkowej i Karaibów w Piłce Siatkowej Kobiet 2021 – 27 edycja mistrzostw rozegrana w dniach 26 – 31 sierpnia 2021 roku w meksykańskim mieście Guadalajara. W rozgrywkach wystartowało 7 reprezentacji narodowych. 
Turniej pełnił rolę kwalifikacji do Mistrzostw Świata 2022.

## Uczestnicy
| Grupa A                            | Grupa B                                       |
| ---------------------------------- | --------------------------------------------- |
| Kanada Portoryko Stany Zjednoczone | Meksyk Dominikana Kostaryka Trynidad i Tobago |

## System rozgrywek[1]
Na początku została rozegrana faza grupowa, mecze w systemie kołowym, „każdy z każdym”. Zwycięzcy grup uzyskali bezpośredni awans do półfinałów. Drużyny z 2. i 3. miejsc w grupach utworzyły pary ćwierćfinałowe. Zwycięzcy ćwierćfinałów trafili do półfinałów, natomiast przegrani rozegrali mecz o 5-6. miejsce. Drużyna z 4. miejsca w grupie B zajęła 7. miejsce w końcowej klasyfikacji. Mecz o 3. miejsce rozegrali przegrani półfinałów, natomiast finał - zwycięzcy półfinałów.
Mistrz i Wicemistrz NORCECA otrzymają kwalifikację na Mistrzostwa Świata 2022.

### Punktacja
- Wynik: 3:0; zwycięzca - 5 pkt, przegrany - 0 pkt
- Wynik: 3:1; zwycięzca - 4 pkt, przegrany - 1 pkt
- Wynik: 3:2; zwycięzca - 3 pkt, przegrany - 2 pkt

## Faza grupowa[1]
awans do półfinału
     awans do ćwierćfinału

### Grupa A
Tabela
| Lp. | Drużyna           | Mecze | Mecze | Mecze | Pkt | Małe punkty | Małe punkty | Małe punkty | Sety | Sety | Sety  |
| Lp. | Drużyna           | M     | W     | P     | Pkt | zdob.       | str.        | ratio       | wyg. | prz. | ratio |
| --- | ----------------- | ----- | ----- | ----- | --- | ----------- | ----------- | ----------- | ---- | ---- | ----- |
| 1   | Kanada            | 2     | 1     | 1     | 6   | 189         | 178         | 1.062       | 5    | 4    | 1.250 |
| 2   | Stany Zjednoczone | 2     | 1     | 1     | 5   | 203         | 200         | 1.015       | 5    | 5    | 1.000 |
| 3   | Portoryko         | 2     | 1     | 1     | 4   | 189         | 203         | 0.931       | 4    | 5    | 0.800 |

Źródło: norceca.net
Punktacja: 3:0 – 5 pkt, 3:1 – 4 pkt, 3:2 – 3 pkt, 2:3 – 2 pkt, 1:3 – 1 pkt, 0:3 – 0 pkt
Zasady ustalania kolejności: 1. liczba zwycięstw, 2. liczba punktów, 3. stosunek małych punktów, 4. stosunek setów, 5. bilans w bezpośrednich meczach
Wyniki
| Data  | Godz. | Drużyna 1         | Wynik | Drużyna 2 | 1     | 2     | 3     | 4     | 5    | Widzów | * |
| ----- | ----- | ----------------- | ----- | --------- | ----- | ----- | ----- | ----- | ---- | ------ | - |
| 26.08 | 14:00 | Stany Zjednoczone | 2:3   | Portoryko | 25:21 | 26:28 | 19:25 | 25:21 | 9:18 | 250    | 1 |
| 27.08 | 17:30 | Stany Zjednoczone | 3:2   | Kanada    | 25:17 | 15:25 | 19:25 | 25:15 | 15:8 | 400    | 5 |
| 28.08 | 17:30 | Portoryko         | 1:3   | Kanada    | 17:25 | 22:25 | 26:24 | 14:25 |      | 1300   | 8 |

### Grupa B
Tabela
| Lp. | Drużyna           | Mecze | Mecze | Mecze | Pkt | Małe punkty | Małe punkty | Małe punkty | Sety | Sety | Sety  |
| Lp. | Drużyna           | M     | W     | P     | Pkt | zdob.       | str.        | ratio       | wyg. | prz. | ratio |
| --- | ----------------- | ----- | ----- | ----- | --- | ----------- | ----------- | ----------- | ---- | ---- | ----- |
| 1   | Dominikana        | 3     | 3     | 0     | 14  | 259         | 172         | 1.506       | 9    | 1    | 9.000 |
| 2   | Meksyk            | 3     | 2     | 1     | 11  | 241         | 188         | 1.282       | 7    | 3    | 2.333 |
| 3   | Kostaryka         | 3     | 1     | 2     | 5   | 169         | 177         | 0.955       | 5    | 8    | 0.625 |
| 4   | Trynidad i Tobago | 3     | 0     | 3     | 0   | 93          | 225         | 0.413       | 0    | 9    | 0.000 |

Źródło: norceca.net
Punktacja: 3:0 – 5 pkt, 3:1 – 4 pkt, 3:2 – 3 pkt, 2:3 – 2 pkt, 1:3 – 1 pkt, 0:3 – 0 pkt
Zasady ustalania kolejności: 1. liczba zwycięstw, 2. liczba punktów, 3. stosunek małych punktów, 4. stosunek setów, 5. bilans w bezpośrednich meczach
Wyniki
| Data  | Godz. | Drużyna 1         | Wynik | Drużyna 2         | 1     | 2     | 3     | 4     | 5 | Widzów | * |
| ----- | ----- | ----------------- | ----- | ----------------- | ----- | ----- | ----- | ----- | - | ------ | - |
| 26.08 | 17:30 | Dominikana        | 3:0   | Kostaryka         | 25:11 | 25:21 | 25:15 |       |   | 350    | 2 |
| 26.08 | 20:00 | Meksyk            | 3:0   | Trynidad i Tobago | 25:13 | 25:9  | 25:10 |       |   | 1000   | 3 |
| 27.08 | 14:00 | Dominikana        | 3:0   | Trynidad i Tobago | 25:5  | 25:17 | 25:12 |       |   | 150    | 4 |
| 27.08 | 20:00 | Meksyk            | 3:0   | Kostaryka         | 25:14 | 25:12 | 25:21 |       |   | 650    | 6 |
| 28.08 | 14:00 | Trynidad i Tobago | 0:3   | Kostaryka         | 13:25 | 4:25  | 10:25 |       |   | 300    | 7 |
| 28.08 | 20:00 | Meksyk            | 1:3   | Dominikana        | 30:28 | 19:25 | 13:25 | 29:31 |   | 1300   | 9 |

## Runda pucharowa[1]

### Ćwierćfinały
| Data  | Godz. | Drużyna 1         | Wynik | Drużyna 2 | 1     | 2     | 3     | 4     | 5 | Widzów | *  |
| ----- | ----- | ----------------- | ----- | --------- | ----- | ----- | ----- | ----- | - | ------ | -- |
| 29.08 | 17:30 | Stany Zjednoczone | 3:0   | Kostaryka | 25:11 | 25:17 | 25:10 |       |   | 800    | 10 |
| 29.08 | 20:00 | Meksyk            | 1:3   | Portoryko | 22:25 | 19:25 | 27:25 | 23:25 |   | 1400   | 11 |

### Półfinały
| Data  | Godz. | Drużyna 1  | Wynik | Drużyna 2         | 1     | 2     | 3     | 4     | 5 | Widzów | *  |
| ----- | ----- | ---------- | ----- | ----------------- | ----- | ----- | ----- | ----- | - | ------ | -- |
| 30.08 | 17:30 | Kanada     | 1:3   | Portoryko         | 18:25 | 25:19 | 23:25 | 20:25 |   | 350    | 13 |
| 30.08 | 20:00 | Dominikana | 3:0   | Stany Zjednoczone | 25:16 | 25:18 | 25:20 |       |   | 400    | 14 |

### Mecz o 5. miejsce
| Data  | Godz. | Drużyna 1 | Wynik | Drużyna 2 | 1     | 2     | 3     | 4 | 5 | Widzów | *  |
| ----- | ----- | --------- | ----- | --------- | ----- | ----- | ----- | - | - | ------ | -- |
| 30.08 | 14:00 | Kostaryka | 0:3   | Meksyk    | 15:25 | 10:25 | 15:25 |   |   | 200    | 12 |

### Mecz o 3. miejsce
| Data  | Godz. | Drużyna 1 | Wynik | Drużyna 2         | 1     | 2     | 3     | 4     | 5    | Widzów | *  |
| ----- | ----- | --------- | ----- | ----------------- | ----- | ----- | ----- | ----- | ---- | ------ | -- |
| 31.08 | 17:30 | Kanada    | 3:2   | Stany Zjednoczone | 25:17 | 17:25 | 25:22 | 23:25 | 15:8 | 1100   | 15 |

### Finał
| Data  | Godz. | Drużyna 1 | Wynik | Drużyna 2  | 1     | 2     | 3     | 4     | 5     | Widzów | *  |
| ----- | ----- | --------- | ----- | ---------- | ----- | ----- | ----- | ----- | ----- | ------ | -- |
| 31.08 | 20:00 | Portoryko | 2:3   | Dominikana | 22:25 | 25:15 | 17:25 | 25:21 | 12:15 | 1550   | 16 |

## Klasyfikacja końcowa
| Miejsce | Reprezentacja     | Uwagi                            |
| ------- | ----------------- | -------------------------------- |
| złoto   | Dominikana        | Awans na Mistrzostwa Świata 2022 |
| srebro  | Portoryko         | Awans na Mistrzostwa Świata 2022 |
| brąz    | Kanada            |                                  |
| 4.      | Stany Zjednoczone |                                  |
| 5.      | Meksyk            |                                  |
| 6.      | Kostaryka         |                                  |
| 7.      | Trynidad i Tobago |                                  |

## Nagrody indywidualne[2]
| MVP                   | Najlepsza punktująca      | Najlepsze środkowe            | Najlepsza atakująca  | Najlepsze przyjmujące               |
| --------------------- | ------------------------- | ----------------------------- | -------------------- | ----------------------------------- |
| Gaila González López  | Gaila González López      | Rachael Kramer Jennifer Cross | Gaila González López | Prisilla Rivera Bethania de la Cruz |
| Najlepsza zagrywająca | Najlepsza rozgrywająca    | Najlepsza broniąca            | Najlepsza libero     | Najlepsza odbierająca               |
| Jocelyn Urías         | Natalia Valentin-Anderson | María José Castro             | Shara Venegas        | Shara Venegas                       |